# 고대 나라의 역사기념물
고도 나라의 역사기념물(일본어: 古都奈良の文化財 고토나라노분카자이[*])은 나라현 나라시 지역에 있는 사찰을 말한다. 1998년 유네스코 세계유산으로 등록되었다.

## 등록 유산
- 도다이지 (東大寺)
  - 쇼소인 (正倉院)

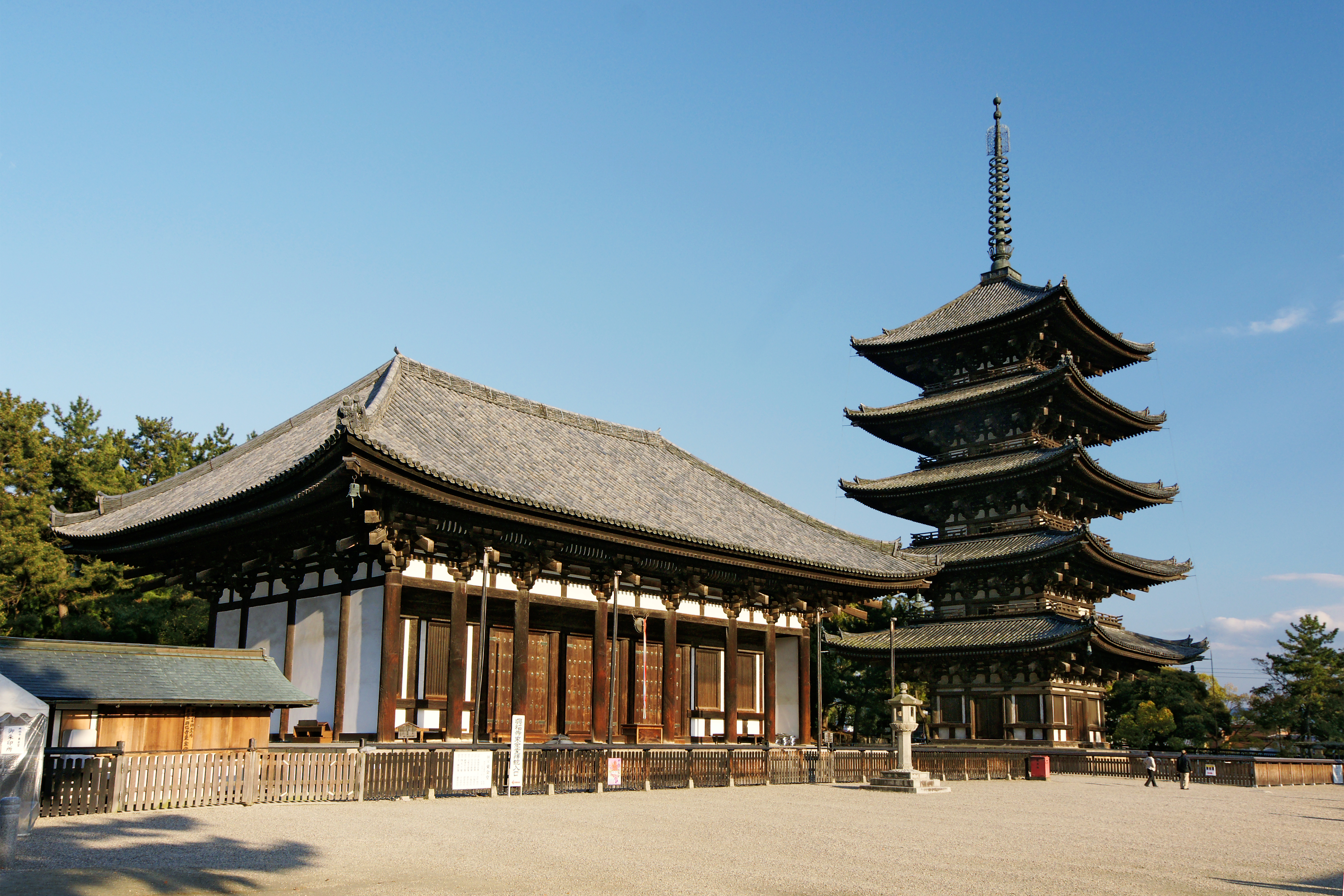
고후쿠지 (興福寺)
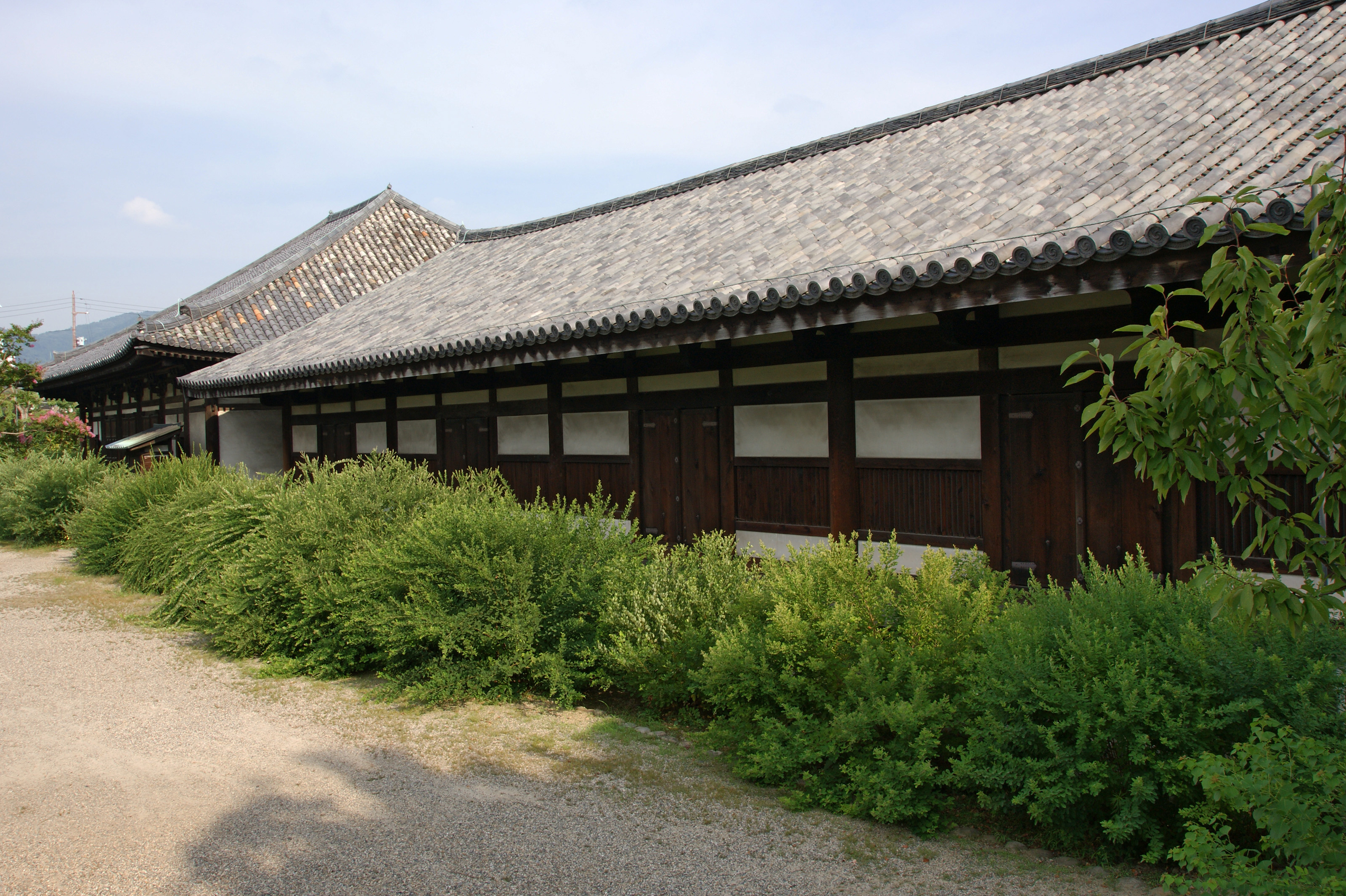
간고지

- 가스가타이샤 (春日大社)
- 간고지 (元興寺)
- 야쿠시지 (薬師寺)
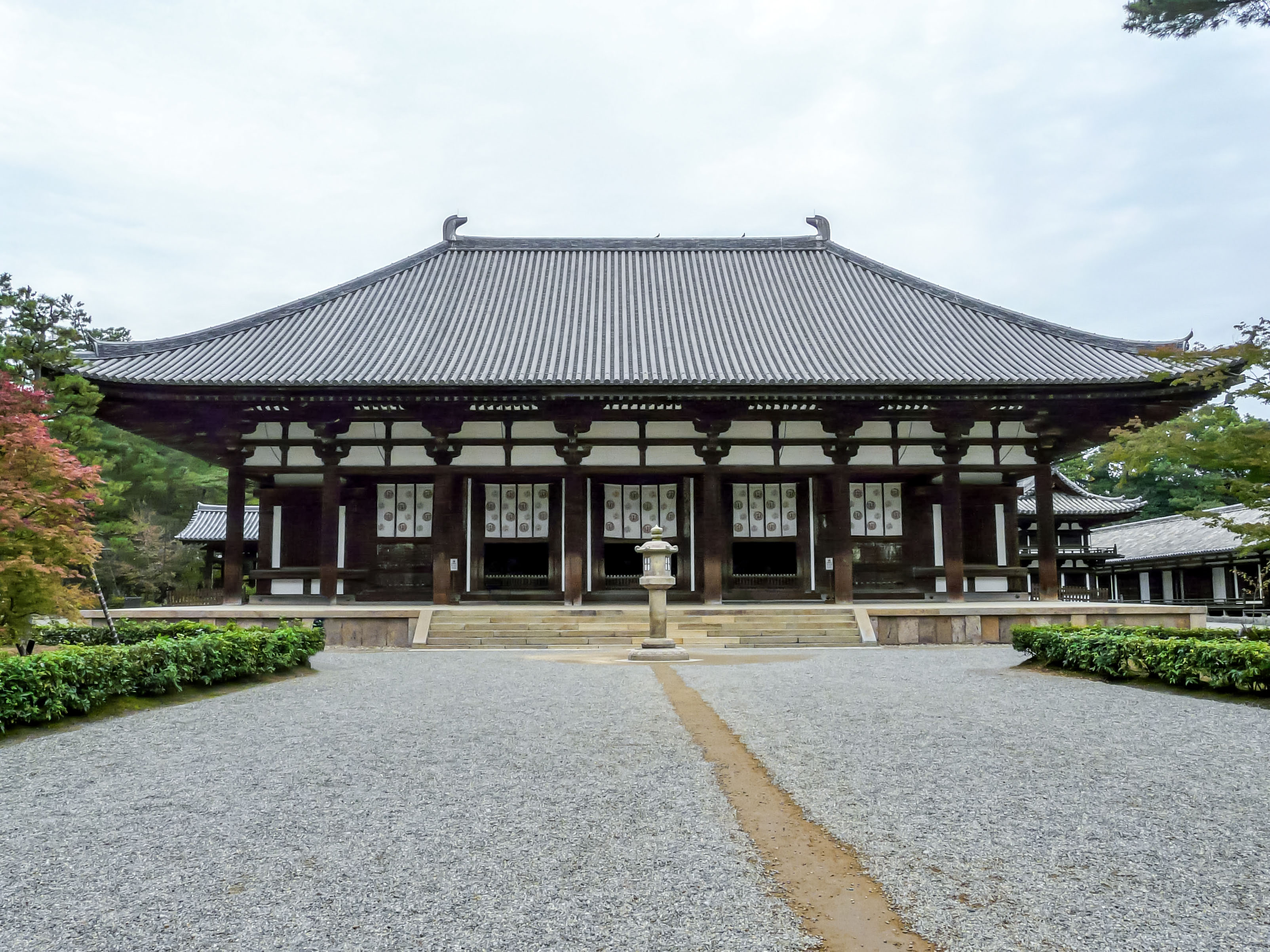
도쇼다이지 (唐招提寺)
- 헤이조 궁 (平城宮跡)
- 가스가산 원시림 (春日山原始林)

- 고후쿠지
- 간고지
- 도쇼다이지

## 등록 기준
고도 나라의 문화재의 등록 요건은 등록기준 2항, 3항, 4항, 6항에 해당된다.
- (2) 일정한 시간에 걸쳐 혹은 세계의 한 문화권내에서 건축, 기념물조각, 정원 및 조경디자인, 관련예 술 또는 인간정주 등의 결과로서 일어난 발전사항들에 상당한 영향력을 행사한 것.
- (3) 독특하거나 지극히 희귀하거나 혹은 아주 오래된 것.
- (4) 가장 특징적인 사례의 건축양식으로서 중요한 문화적, 사회적, 예술적, 과학적, 기술적 혹은 산업의 발전을 대표하는 양식.
- (6) 역사적 중요성이나 함축성이 현저한 사상이나 신념, 사진이나 인물과 가장 중요한 연관이 있는 것.

## 같이 보기
- 일본의 세계유산
- 아시아의 세계유산